# Tinamidae
Tinamidae là một họ chim duy nhất trong bộ Tinamiformes, họ này gồm 47 loài, phân bố ở Trung và Nam Mỹ. Là một trong những nhóm chim cổ nhất còn sinh tồn, chúng có quan hệ gần với đà điểu. Nhìn chung, chúng sống trên mặt đất, các loài này được tìm thấy trong nhiều môi trường sống khác nhau.

## Phân loại
Họ này có 47 loài trong các phân họ và chi như sau:
- Phân họ Tinaminae
  - Chi Tinamus
    - Tinamus guttatus
    - Tinamus tao
    - Tinamus solitarius
    - Tinamus osgoodi
    - Tinamus major

  - Chi Nothocercus
    - Nothocercus bonapartei
    - Nothocercus julius
    - Nothocercus nigrocapillus

  - Chi Crypturellus
    - Crypturellus berlepschi
    - Crypturellus soui
    - Crypturellus cinereus
    - Crypturellus ptaritepui
    - Crypturellus obsoletus
    - Crypturellus undulatus
    - Crypturellus transfasciatus
    - Crypturellus strigulosus
    - Crypturellus duidae
    - Crypturellus erythropus
    - Crypturellus noctivagus
    - Crypturellus atrocapillus
    - Crypturellus cinnamomeus
    - Crypturellus boucardi
    - Crypturellus kerriae
    - Crypturellus variegatus
    - Crypturellus brevirostris
    - Crypturellus bartletti
    - Crypturellus parvirostris
    - Crypturellus casiquiare
    - Crypturellus tataupa
- Phân họ Nothurinae
  - Chi Rhynchotus
    - Rhynchotus rufescens
    - Rhynchotus maculicollis

  - Chi Nothoprocta
    - Nothoprocta taczanowskii
    - Nothoprocta ornata
    - Nothoprocta perdicaria
    - Nothoprocta cinerascens
    - Nothoprocta pentlandii
    - Nothoprocta curvirostris

  - Chi Nothura
    - Nothura boraquira
    - Nothura minor
    - Nothura darwinii
    - Nothura maculosa
    - Nothura chacoensis

  - Chi Taoniscus
    - Taoniscus nanus

  - Chi Eudromia
    - Eudromia elegans
    - Eudromia formosa

  - Chi Tinamotis
    - Tinamotis pentlandii
    - Tinamotis ingoufi